# Wiebe Kooistra
Wiebe Kooistra (23 juli 2006) is een Nederlands voetballer die doorgaans speelt als aanvaller. Hij staat onder contract bij SC Cambuur, waar hij in juli 2024 zijn contract verlengde tot medio 2027.

## Clubloopbaan

### Beginjaren
Kooistra begon met voetballen bij amateurvereniging Harkemase Boys uit Harkema. Hij maakte in de zomer van 2020 de overstap van Harkemase Boys naar de jeugdopleiding van SC Cambuur en kwam uit voor respectievelijk de Onder 16 en Onder 18 van de club uit Leeuwarden. Bij SC Cambuur Onder 16 kroonde hij zich tot topscoorder en in het seizoen 2022/23 was hij een vaste waarde in Onder 18. Op 30 juni 2023 tekende de 16-jarige aanvaller zijn eerste profcontract, dat een duur had van twee seizoenen met een optie voor nog een seizoen.

### SC Cambuur

#### seizoen 2023/24
In de eerste oefenwedstrijd ter voorbereiding van het seizoen 2023/24 maakte Kooistra zijn officieuze debuut voor Cambuur. De aanvaller speelde zeventig minuten mee in het met 3–0 gewonnen duel tegen de Duitse vierdeklasser SSV Jeddeloh. Een week later maakte hij uitgerekend tegen zijn oude jeugdploeg Harkemase Boys zijn eerste treffer voor Cambuur. Kooistra zette na 49 minuten spelen de 3–0 op het scorebord in een duel dat uiteindelijk met 4–0 werd gewonnen. Onder hoofdtrainer Sjors Ultee draaide Kooistra de volledige voorbereiding mee met het eerste elftal.
In de openingswedstrijd tegen FC Emmen zat Kooistra met zijn 17 jaar als jongste speler bij de wedstrijdselectie. Trainer Sjors Ultee liet Kooistra na zestig minuten spelen invallen voor Remco Balk, toen FC Emmen met 0–2 voorstond door doelpunten van Ben Scholte en Jeff Hardeveld. Nadat Michael Breij in de 66e minuut voor de 1–2 had gezorgd, maakte Kooistra in de blessuretijd uit een corner de gelijkmaker en bezorgde hij SC Cambuur zodoende één punt. Kooistra fungeerde in zijn eerste seizoen als profvoetballer voornamelijk als invaller. Van de 29 wedstrijden die hij speelde startte hij slechts tweemaal aan de aftrap. Zijn basisdebuut vond plaats op 6 november onder Ultee's opvolger Henk de Jong. In het uitduel tegen TOP Oss verving Kooistra de geschorste Remco Balk op de rechtsbuiten-positie. De aanvaller betaalde het vertrouwen uit van de trainer met één doelpunt en één assist in de 1–8 overwinning. Kooistra sloot het seizoen met Cambuur af op een dertiende plaats, wat teleurstellend was gezien het feit dat de club de voorgaande jaargang was gedegradeerd uit de Eredivisie. In de KNVB beker werd de halve finale bereikt, waarin N.E.C. te sterk bleek. In het bekertoernooi bleef de bijdrage van Kooistra beperkt tot drie invalbeurten in vijf wedstrijden. Naast de hoofdmacht speelde Kooistra ook regelmatig wedstrijden in Cambuur onder-21, spelend in Divisie 1 van de onder 21 competitie.

#### seizoen 2024/25
In juli 2024 werd het contract van Wiebe Kooistra bij Cambuur opengebroken en verlengt tot medio 2027. Kooistra zat de eerste vier wedstrijden zonder speelminuten bij de wedstrijdselectie. Op 13 september maakte hij zijn eerste minuten van het seizoen, tegen Jong Ajax (0–1 nederlaag).

## Clubstatistieken
| 2023/24                          | SC Cambuur      | Eerste divisie  | 26 | 2 | 3 | 0 | 0 | 0 | 29 | 2 |
| 2024/25                          | SC Cambuur      | Eerste divisie  | 2  | 0 | 0 | 0 | 0 | 0 | 2  | 0 |
| Carrière totaal                  | Carrière totaal | Carrière totaal | 28 | 2 | 3 | 0 | 0 | 0 | 31 | 2 |
| Bijgewerkt tot 18 september 2024 |                 |                 |    |   |   |   |   |   |    |   |